# Hydrothérapie fantastique
Pour plus de détails, voir Fiche technique et Distribution.
Hydrothérapie fantastique est un film muet de Georges Méliès sorti en 1910.

## Synopsis
Un malade souffrant d'obésité arrive très atteint dans un cabinet médical. Trois docteurs, spécialistes de l'hydrothérapie, s'occupent de lui...

## Fiche technique
- Réalisateur et producteur : Georges Méliès
- Sociétés de production :  Star Film
- Format : Muet - Noir et blanc - 1,33:1 - 35 mm
- Pays de production : France
- Durée : 13 minutes
- Année de sortie : 1910

## Distribution
- Georges Méliès : un médecin

## Annexe